# Expérience de privation de sommeil de Randy Gardner
 (juin 2023).
La mise en forme du texte ne suit pas les recommandations de Wikipédia : il faut le « wikifier ».
Les points d'amélioration suivants sont les cas les plus fréquents. Le détail des points à revoir est peut-être précisé sur la page de discussion.
- Les titres sont pré-formatés par le logiciel. Ils ne sont ni en capitales, ni en gras.
- Le texte ne doit pas être écrit en capitales (les noms de famille non plus), ni en gras, ni en italique, ni en « petit »…
- Le gras n'est utilisé que pour surligner le titre de l'article dans l'introduction, une seule fois.
- L'italique est rarement utilisé : mots en langue étrangère, titres d'œuvres, noms de bateaux, etc.
- Les citations ne sont pas en italique mais en corps de texte normal. Elles sont entourées par des guillemets français : « et ».
- Les listes à puces sont à éviter, des paragraphes rédigés étant largement préférés. Les tableaux sont à réserver à la présentation de données structurées (résultats, etc.).
- Les appels de note de bas de page (petits chiffres en exposant, introduits par l'outil «  Source ») sont à placer entre la fin de phrase et le point final[comme ça].
- Les liens internes (vers d'autres articles de Wikipédia) sont à choisir avec parcimonie. Créez des liens vers des articles approfondissant le sujet. Les termes génériques sans rapport avec le sujet sont à éviter, ainsi que les répétitions de liens vers un même terme.
- Les liens externes sont à placer uniquement dans une section « Liens externes », à la fin de l'article. Ces liens sont à choisir avec parcimonie suivant les règles définies. Si un lien sert de source à l'article, son insertion dans le texte est à faire par les notes de bas de page.
- La présentation des références doit suivre les conventions bibliographiques. Il est recommandé d'utiliser les modèles {{Ouvrage}}, {{Chapitre}}, {{Article}}, {{Lien web}} et/ou {{Bibliographie}}. Le mode d'édition visuel peut mettre en forme automatiquement les références.
- Insérer une infobox (cadre d'informations à droite) n'est pas obligatoire pour parachever la mise en page.

Pour une aide détaillée, merci de consulter Aide:Wikification.
Si vous pensez que ces points ont été résolus, vous pouvez retirer ce bandeau et améliorer la mise en forme d'un autre article.
 (juin 2023).
L’expérience de privation de sommeil de Randy Gardner a été menée[Où ?] de décembre 1963 à janvier 1964. Randy Gardner (né c. 1946), un Américain de San Diego, en Californie de 17 ans, est resté éveillé pendant 11 jours et 24 minutes (264,4 heures), battant le précédent record de 260 heures détenu par Tom Rounds,.
La tentative de record de Gardner a été suivie par le chercheur sur le sommeil de Stanford Dr William C. Dement, tandis que sa santé était surveillée par le lieutenant Cmdr. John J. Ross Un journal a été tenu par deux des camarades de classe de Gardner de l'école secondaire Point Loma, Bruce McAllister et Joe Marciano Jr. Les récits de l'expérience de privation de sommeil et de la réponse médicale de Gardner sont devenus largement connus parmi la communauté des chercheurs sur le sommeil,.
Son record a depuis été battu mais reste l'une des expériences de privation de sommeil les plus connues en raison de sa documentation scientifique. En 1997, le Guinness Book a cessé d'enregistrer les records de privation de sommeil pour ne pas encourager des tentatives délétères pour la santé

## Effets sur la santé
Il a été affirmé que l'expérience de Gardner a démontré que la privation de sommeil extrême a peu d'effet autre que les changements d'humeur associés à la fatigue, principalement en raison d'un rapport du chercheur William Dement, qui a déclaré que le dixième jour de l'expérience Gardner avait été, entre autres, capable de battre Dement au flipper. Cependant, le lieutenant Cmdr. John J. Ross, qui a surveillé sa santé, a signalé de graves changements cognitifs et comportementaux. Ceux-ci comprenaient des sautes d'humeur, des problèmes de concentration et de mémoire à court terme, de la paranoïa et des hallucinations. Le onzième jour, lorsqu'on lui a demandé de soustraire sept à plusieurs reprises, en commençant par 100, il s'est arrêté à 65. Lorsqu'on lui a demandé pourquoi il s'était arrêté, il a répondu qu'il avait oublié ce qu'il faisait.
Lors de son dernier jour, Gardner a présidé une conférence de presse où il semblait être en excellente santé. « Je voulais prouver que de mauvaises choses ne se produisaient pas si on ne dormait pas », a déclaré Gardner. « Je me suis dit : ''Je peux battre ce record et je ne pense pas que ce serait une expérience négative.'' » ,

## Rétablissement
Le rétablissement du sommeil de Gardner a été observé par des chercheurs du sommeil qui ont noté des changements dans la structure du sommeil pendant le rétablissement après la privation,. Après avoir terminé son record, Gardner a dormi pendant 14 heures et 46 minutes, s'est réveillé naturellement vers 20h40, et est resté éveillé jusqu'à environ 19h30 le lendemain où il a dormi dix heures et demie supplémentaires. Gardner semble s'être complètement remis de sa perte de sommeil, les enregistrements de suivi du sommeil pris une, six et dix semaines après les faits ne montrant aucune différence significative. Cependant, il a rapporté plus tard avoir souffert d'insomnie grave des décennies après son expérience.

## Informations de records ultérieurs
Selon les informations, le record de Gardner a été battu à titre de comparaison. Le cas de Gardner reste cependant remarquable, car il a été si largement documenté. Il est difficile de déterminer l'exactitude d'une période de privation de sommeil à moins que le participant ne soit soigneusement observé pour détecter les microsommeils courts.
Certaines sources rapportent que le record de Gardner a été battu un mois plus tard par le Finlandais Toimi Soini qui est resté éveillé pendant 11 jours et demie, soit 276 heures du 5 au 15 février 1964. Le record du Guinness World Records a été établi par Maureen Weston, de Peterborough, Cambridgeshire, Royaume-Uni, le 2 mai 1977, après être restée éveillée pendant 449 heures lors d'un marathon en fauteuil à bascule. En raison de la politique contre le maintien de ce record, les éditions récentes du Guinness ne fournissent aucune information sur la privation de sommeil.
Plus récemment, le 25 mai 2007, Tony Wright aurait dépassé l'exploit de Randy Gardner. Il a utilisé la vidéo 24 heures sur 24 pour la documentation.
De sa part, l'Australian National Sleep Research Project indique que le record de privation de sommeil est de 18 jours, 21 heures et 40 minutes.